# Élection partielle québécoise de 2013
L'élection partielle québécoise de 2013 est une élection partielle qui s'est déroulé le 9 décembre 2013. Elle visait à élire un député dans chacune des circonscriptions d'Outremont et de Viau. Le scrutin est nécessaire en raison de la démission de Raymond Bachand, député d'Outremont et celle d'Emmanuel Dubourg, député de Viau.

## Outremont
Cette circonscription a toujours élu un député du Parti libéral du Québec depuis sa création. Le candidat libéral est Philippe Couillard, nommé chef du parti depuis mars et désirant pour pouvoir siéger à l'Assemblée nationale.
Résultats Outremont:

|                                                                                              | Nom                 | Parti              | Nombre de voix | %      | Maj.  |
| -------------------------------------------------------------------------------------------- | ------------------- | ------------------ | -------------- | ------ | ----- |
|                                                                                              | Philippe Couillard  | Libéral            | 5 581          | 55,1 % | 2 317 |
|                                                                                              | Édith Laperle       | Québec solidaire   | 3 264          | 32,2 % | -     |
|                                                                                              | Julie Surprenant    | Option nationale   | 677            | 6,7 %  | -     |
|                                                                                              | Alex Tyrrell        | Vert               | 384            | 3,8 %  | -     |
|                                                                                              | Pierre Ennio Crespi | Conservateur       | 145            | 1,4 %  | -     |
|                                                                                              | Mathieu Marcil      | Parti nul          | 59             | 0,6 %  | -     |
|                                                                                              | Guy Boivin          | Équipe autonomiste | 17             | 0,2 %  | -     |
| Total                                                                                        | Total               | Total              | 10 127         | 100 %  |       |
| Le taux de participation lors de l'élection était de 26,4 % et 89 bulletins ont été rejetés. |                     |                    |                |        |       |

## Viau
Viau est considéré comme un château-fort du PLQ. Cette circonscription a toujours voté pour ce parti à chaque élection à l’exception de l'élection de 1976 où elle opta pour le Parti québécois. David Heurtel fut élu député avec 59,88% des voix.
Résultats Viau:

|                                                                                               | Nom                      | Parti              | Nombre de voix | %      | Maj.  |
| --------------------------------------------------------------------------------------------- | ------------------------ | ------------------ | -------------- | ------ | ----- |
|                                                                                               | David Heurtel            | Libéral            | 4 047          | 59,9 % | 3 062 |
|                                                                                               | Tania Longpré            | Parti québécois    | 985            | 14,6 % | -     |
|                                                                                               | Geneviève Fortier-Moreau | Québec solidaire   | 897            | 13,3 % | -     |
|                                                                                               | Patrick Bourgeois        | Option nationale   | 309            | 4,6 %  | -     |
|                                                                                               | Jamilla Leboeuf          | Coalition avenir   | 229            | 3,4 %  | -     |
|                                                                                               | Morgan Crockett          | Vert               | 113            | 1,7 %  | -     |
|                                                                                               | Jean-Paul Pellerin       | Conservateur       | 82             | 1,2 %  | -     |
|                                                                                               | Émilio Alvarez Garcia    | Union citoyenne    | 82             | 1,2 %  | -     |
|                                                                                               | Stéphane Pouleur         | Équipe autonomiste | 14             | 0,2 %  | -     |
| Total                                                                                         | Total                    | Total              | 6 758          | 100 %  |       |
| Le taux de participation lors de l'élection était de 16,9 % et 100 bulletins ont été rejetés. |                          |                    |                |        |       |